# Lacrates
Lacrates (Oudgrieks: Λακράτης, Lakrátes) was een Thebaans militair.
Hij was de aanvoerder van een Thebaanse hoplietenschaar van 1000 man, die aan de Perzische koning Artaxerxes Ochus tot hulp voor de onderwerping van Egypte werd gezonden. Hij leidde de aanval op Pelusium.

## Referentie
- art. Lacrates (1), in F. Lübker - trad. ed. J.D. Van Hoëvell, Classisch Woordenboek van Kunsten en Wetenschappen, Rotterdam, 1857, p. 514.